# Walter Poppe
Walter Poppe (* 5. März 1886; † 24. Juni 1951) war ein deutscher Fußballspieler.

## Karriere

### Vereine
Poppe spielte von 1904 bis 1910 für den FuCC Eintracht 1895 Braunschweig bzw. ab 1906 – durch Namensänderung – für den FC Eintracht von 1895 e. V. Als Meister des Fußballbundes für das Herzogtum Braunschweig 1905, nahm er mit seiner Mannschaft an der Endrunde um die Deutsche Meisterschaft teil. Nachdem er in den beiden Ausscheidungsspielen mitwirkte, die gegen den Hannoverschen Sportverein von 1896 und den Magdeburger FC Viktoria 1896 knapp mit 3:2 bzw. 2:1 erst nach Verlängerung gewonnen werden konnten, kam das Aus im Viertelfinale, in dem er mit seiner Mannschaft am 14. Mai 1905 in Magdeburg dem Berliner TuFC Union 1892 mit 1:4 unterlag.
Am 12. April 1908 gewann er mit dem Verein die Norddeutsche Meisterschaft; der FC Victoria 1895 wurde auf der heimischen Spielanlage mit 3:1 bezwungen. Damit war er mit seiner Mannschaft als Teilnehmer an der Endrunde um die Deutsche Meisterschaft 1908 qualifiziert; jedoch ging das Auftaktspiel mit 0:1 gegen die Duisburger SpV verloren.
Zur Spielzeit 1910/11 wechselte er zu Hannover 96. Mit dem Verein unterlag er 1913 im Halbfinale der Norddeutschen Meisterschaft, der Mannschaft, der er früher angehört hatte, mit 1:4.

### Nationalmannschaft
Im zweiten offiziellen Länderspiel des DFB, dem ersten auf deutschen Boden, kam Poppe zu seinem Debüt im Nationaltrikot und avancierte zum ersten Nationalspieler aus Braunschweig. Die Begegnung mit den Amateuren aus England ging am 20. April 1908 in Berlin mit 1:5 deutlich verloren.